# خطوط ویکام

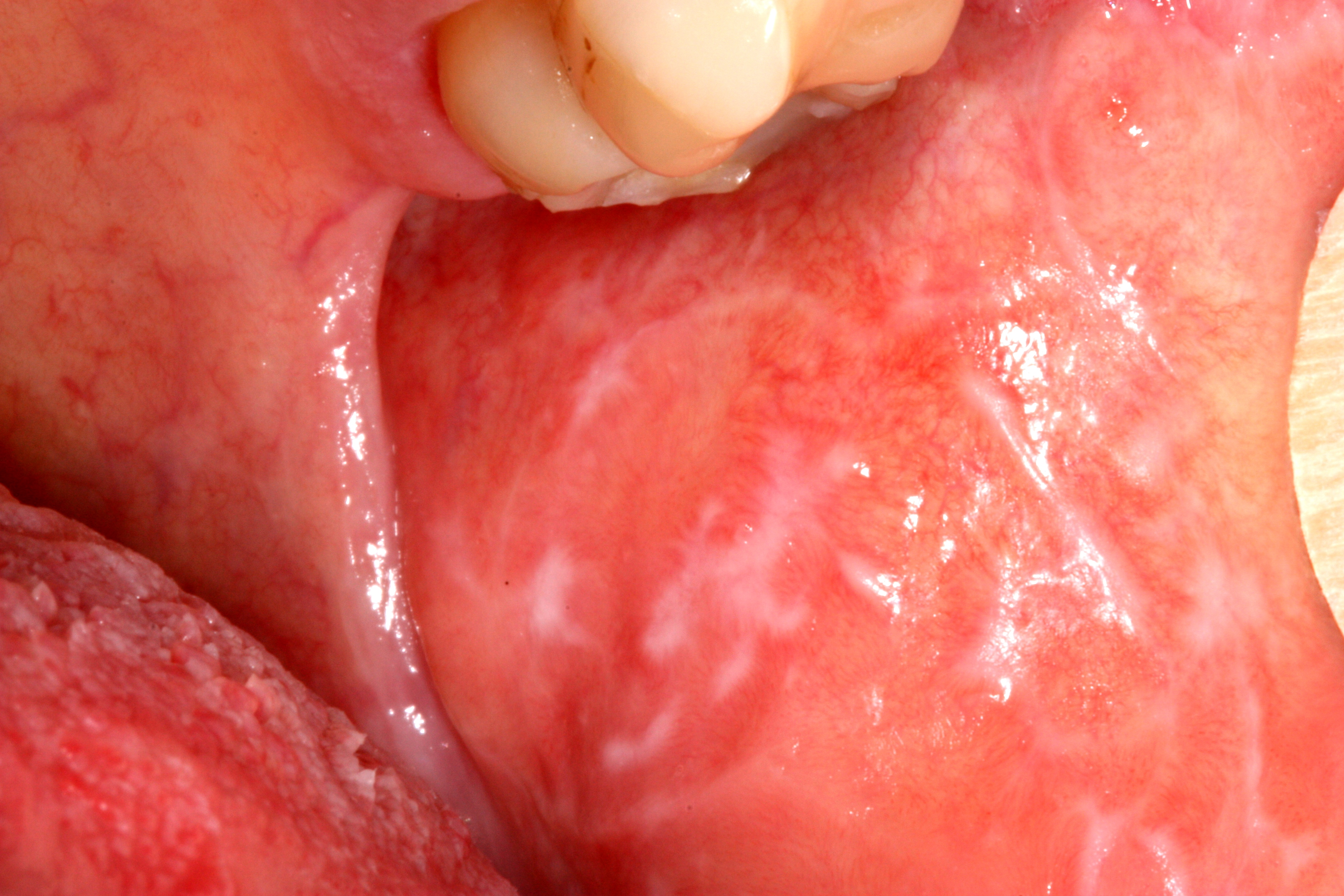

خطوط ویکام (انگلیسی: Wickham striae) یا برجستگی‌های ویکام که در برخی منابع فارسی به‌صورت «خطوط ویکهام» هم نوشته شده است، خطوط سفید رنگی هستند که در پاپول‌های لیکن پلان و سایر دِرماتوزها، به‌طور معمول در مخاط دهان، قابل مشاهده هستند. این خطوط در زیر میکروسکوپ هیپرگرانولوز دارند. خطوط ویکام نام خود را از لویی فردریک ویکام می‌گیرند.